# Criminal Tango
Criminal Tango ist das zwölfte Studio- und insgesamt das 13. veröffentlichte Musikalbum der britischen Rockband Manfred Mann’s Earth Band. Die vollständige Interpretenangabe für das Album lautet „Manfred Mann's Earth Band with Chris Thompson“. Es wurde im Studio The Workhouse in London aufgenommen und erschien zuerst in Deutschland am 7. März 1986, dann im restlichen Europa am 18. April 1986. Im Vereinigten Königreich erschien es allerdings erst Mitte Juni 1986, wohingegen es in den Vereinigten Staaten überhaupt nicht veröffentlicht wurde.

## Album
Criminal Tango ist das erste Album der Band für das Label Virgin 10 Records nach elf Jahren bei Bronze Records. Es ist auch das erste Album, auf dem Gründungsgitarrist und Sänger Mick Rogers wieder beteiligt war, nachdem er ca. zwei Jahre vor Veröffentlichung in die Band zurückgekehrt war. Der neue Bassist Steve Kinch kam im Sommer 1985 erst zur Band, als Teile des Albums bereits aufgenommen waren. Kinch teilte sich daher die Bassparts auf diesem Album mit den Bassisten Durban Betancourt-Laverde und John Giblin.
Im März 1986 wurde Do Anything You Wanna Do als erste von drei Singles veröffentlicht. Der Song war 1977 ein Top-10-Hit für Eddie & the Hot Rods. Für die Earth Band jedoch war die Single wenig erfolgreich und konnte sich nicht in den Charts platzieren. Das gleiche Schicksal ereilte drei Monate später die Single Going Underground, ein Titel mit dem The Jam 1980 einen Nummer-eins-Hit hatten. Zwischenzeitlich war, allerdings nur in Norwegen, auch der Titel Who are the Mystery Kids? als Single erschienen, den Garland Jeffreys 1981 auf seinem Album Escape Artist als Mystery Kids veröffentlicht hatte. Auf dieser Single schlich sich auf dem Cover ein Druckfehler ein. Im Interpretennamen wurde der Vorname Manns wie der Nachname mit doppeltem „n“ als „Mannfred“ abgedruckt.
Vom 24. März bis zum 7. September 1986 wurde das Album durch eine Tournee live unterstützt, die 94 Auftritte umfasste und durch mehrere europäische Länder führte.

## Cover
Das Albumcover zeigt mittig ein Gemälde, das eine Gruppe von sechs Personen in einem Raum darstellt. Fünf von ihnen sitzen um einen runden Tisch, der grün gedeckt ist, während eine Person am linken Rand des Bildes steht und ein Tablett mit Getränken trägt. Der Raum selbst ist in gedeckten Farben gehalten. Der Boden besteht aus hölzernem Parkett. Das Licht fällt von oben links ein, wodurch Schatten entstehen. Die Personen am Tisch sind in unterschiedlicher, alltäglicher Kleidung dargestellt. Die Person in der zentralen Mitte des Bildes sitzt seitwärts am Tisch, die anderen sind dem Tisch zugewandt. Das Gemälde ist von einem zarten, weißen und einem sehr viel breiteren, schwarzen Rahmen umgeben. Oberhalb des Gemäldes steht der Name der Band, wobei die Buchstaben eine weiße Grundfarbe aufweisen, aber rote, blaue, gelbe und grüne Anteile haben. Darunter befindet sich der Hinweis "with Chris Thompson". Der Titel des Albums ist unten links in gleicher, aber kleinerer weißer Schrift mit farbigen Anteilen platziert. Sämtliche Schrift ist ausschließlich in Kleinbuchstaben ausgeführt.

## Charts und Chartplatzierungen
| ChartsChartplatzierungen | Höchstplatzierung | Wochen |
| ------------------------ | ----------------- | ------ |
| Deutschland (GfK)        | 17 (16 Wo.)       | 16     |
| Schweiz (IFPI)           | 5 (11 Wo.)        | 11     |
| Österreich (Ö3)          | 26 (2 Wo.)        | 2      |

Das Album chartete außerdem in Schweden (Platz 18) und Norwegen (Platz 7).

## Titelreihenfolge (Original-CD-Veröffentlichung)
1. „Going Underground“ (Paul Weller) – 5:18
2. „Who Are The Mystery Kids?“ (Manfred Mann, Garland Jeffreys) – 3:44
3. „Banquet“ (Joni Mitchell) – 5:17
4. „Killer On The Loose“ (Denny Newman) – 3:59
5. „Do Anything You Wanna Do“ (Graham Douglas, Edwin Hollis) – 4:14
6. „Rescue“ (Mann, Mick Rogers) – 2:59
7. „You Got Me Right Through The Heart“ (Robert Byrne) – 3:53
8. „Bulldog“ (John Lennon, Paul McCartney) – 4:23
9. „Crossfire“ (Mann, Rogers, John Lingwood) – 3:47

### Bonustracks (1999 CD-Wiederveröffentlichung)
1. „Runner“ (12" Version) (Ian Thomas) – 4:39
2. „Rebel“ (U.S. Single Version) (Reg Laws) – 4:08
3. „Do Anything You Wanna Do“ (12 Version) (Douglas, Hollis) – 6:28
4. „Going Underground“ (Alternate Single Version) (Weller) – 3:01

## Mitwirkende

### Zusätzliche Musiker
- John Giblin – Bass

### Technik
- Manfred Mann, Steve Forward – Produzent
- Terry Medhurst, Pete Hammond, Stuart Barry – Toningenieur
- Nigel Gilroy, Stuart Barry – Toningenieur (Assistenz)
- Steve Forward (Titel 1 bis 3, 5 bis 9), Pete Hammond (4), Roddy Matthews (4) – Abmischung
- The Leisure Process – Covergestaltung